# 34488 Lennartresch
34488 Lennartresch este o planetă minoră (asteroid), cu un diametru de 4,924 km, din centura de asteroizi. A fost descoperită pe 23 septembrie 2000 la Experimental Test Site⁠(d) de Lincoln Near-Earth Asteroid Research. 
Obiectul prezintă o orbită caracterizată de o semiaxă mare de 3,1102186 UAi, o excentricitate de 0,08, o înclinație de 7,97575 ° în raport cu ecliptica.